# Phayao (província)
Phayao é uma província da Tailândia. Sua capital é a cidade de Phayao.